# Andrémeyerit
Andrémeyerit ist ein sehr selten vorkommendes Mineral aus der Mineralklasse der „Silikate und Germanate“ mit der chemischen Zusammensetzung BaFe2[4][Si2O7] und ist damit chemisch gesehen ein Barium-Eisen-Silikat. Strukturell gehört das Mineral zu den Gruppensilikaten.
Andrémeyerit kristallisiert im monoklinen Kristallsystem und entwickelt meist durchsichtige bis durchscheinende, pseudo-orthorhombische Kristalle und multiple Zwillinge von weniger als 0,2 Millimetern Größe in hell smaragdgrüner Farbe.

## Etymologie und Geschichte
Erstmals entdeckt wurde Andrémeyerit am Nyiragongo-Vulkan nördlich der Stadt Goma in der Demokratischen Republik Kongo und beschrieben 1973 durch Thure Georg Sahama (1910–1983), J. Siivola und P. Rehtijärvi, die das Mineral nach dem belgischen Geologen André Marie Meyer (1890–1965) benannten.
Typmaterial des Minerals wird an der Universität Helsinki in Finnland aufbewahrt.

## Klassifikation
In der mittlerweile veralteten, aber noch gebräuchlichen 8. Auflage der Mineralsystematik nach Strunz gehörte der Andrémeyerit zur Mineralklasse der „Silikate und Germanate“ und dort zur Abteilung der „Gruppensilikate (Sorosilikate)“, wo er zusammen mit Åkermanit, Barylith, Gehlenit, Gugiait, Hardystonit, Jeffreyit, Kaliobarylith, Melilith, Meliphanit und Okayamalith die „Melilith-Gruppe“ mit der System-Nr. VIII/C.02 bildete.
Die seit 2001 gültige und von der International Mineralogical Association (IMA) verwendete 9. Auflage der Strunz’schen Mineralsystematik ordnet den Andrémeyerit ebenfalls in die Klasse der „Silikate und Germanate“ und dort in die Abteilung der „Gruppensilikate (Sorosilikate)“ ein. Diese Abteilung ist allerdings weiter unterteilt nach der Art der Silikatgruppenbildung, der möglichen Anwesenheit weiterer Anionen und der Koordination der Kationen, so dass das Mineral entsprechend seiner Zusammensetzung und seinem Aufbau in der Unterabteilung „Si2O7-Gruppen, ohne nicht-tetraedrische Anionen; Kationen in tetraedrischer [4] und größerer Koordination“ zu finden ist, wo es als einziges Mitglied die unbenannte Gruppe 9.BB.20 bildet.
Auch die vorwiegend im englischen Sprachraum gebräuchliche Systematik der Minerale nach Dana ordnet den Andrémeyerit in die Klasse der „Silikate und Germanate“, dort allerdings in die bereits feiner unterteilte Abteilung der „Gruppensilikate: Si2O7-Gruppen, generell ohne zusätzliche Anionen“ ein. Hier ist er zusammen mit Barytolamprophyllit, Delindeit, Ericssonit, Lamprophyllit, Orthoericssonit, Eveslogit und Nabalamprophyllit in der „Seidozerit-Lamprophyllit-Gruppe (Lamprophyllit-Untergruppe)“ mit der System-Nr. 56.02.06c innerhalb der Unterabteilung der „Gruppensilikate: Si2O7-Gruppen und O, OH, F und H2O mit Kationen in [4] und/oder >[4]-Koordination“ zu finden.

## Kristallstruktur
Andrémeyerit kristallisiert monoklin in der Raumgruppe P21/c (Raumgruppen-Nr. 14) mit den Gitterparametern a = 7,49 Å; b = 13,78 Å; c = 7,08 Å und β = 118,2° sowie 4 Formeleinheiten pro Elementarzelle.

## Bildung und Fundorte
Andrémeyerit bildet sich in Bläschen aus Melilith-Leucit-Nephelin-Foiditen. Als Begleitminerale treten neben den bereits genannten unter anderem noch Apatit, Götzenit, Kirschsteinit, Klinopyroxen, Magnetit und Troilit auf.
Bisher (Stand: 2012) konnte Andrémeyerit nur an seiner Typlokalität, dem Nyiragongo-Vulkan in der Demokratischen Republik Kongo nachgewiesen werden.